# شبيبة الشراقة
شبيبة الشراقة أو الشبيبة الرياضية لمدينة الشراقة هو نادي كرة قدم جزائري مقره في الشراقة في الجزائر العاصمة، الجزائر. تأسس النادي في عام 1940 وألوانه هي الأحمر والأبيض والأخضر. النادي يلعب حاليا في الرابطة ما بين الجهات لكرة القدم.
لعب اسلام سليماني في شبيبة الشراقة بين 2007 و 2009 قبل انتقاله لشباب بلوزداد مقابل حوالي 800 أورو .
كذلك بوعلام خوخي بين سنة 2006 و 2009 قبل أن ينتقل للعيش في قطر أين تم تجنيسه هناك.

## وصلات خارجية
- صفحة النادي على DZFoot.com